# Bergisch Gladbach
Bergisch Gladbachⓘ – miasto powiatowe w Niemczech, w kraju związkowym Nadrenia Północna-Westfalia, w rejencji Kolonia, siedziba powiatu Rheinisch-Bergischer Kreis. 30 kwietnia 2023 miasto liczyło 112 558 mieszkańców.

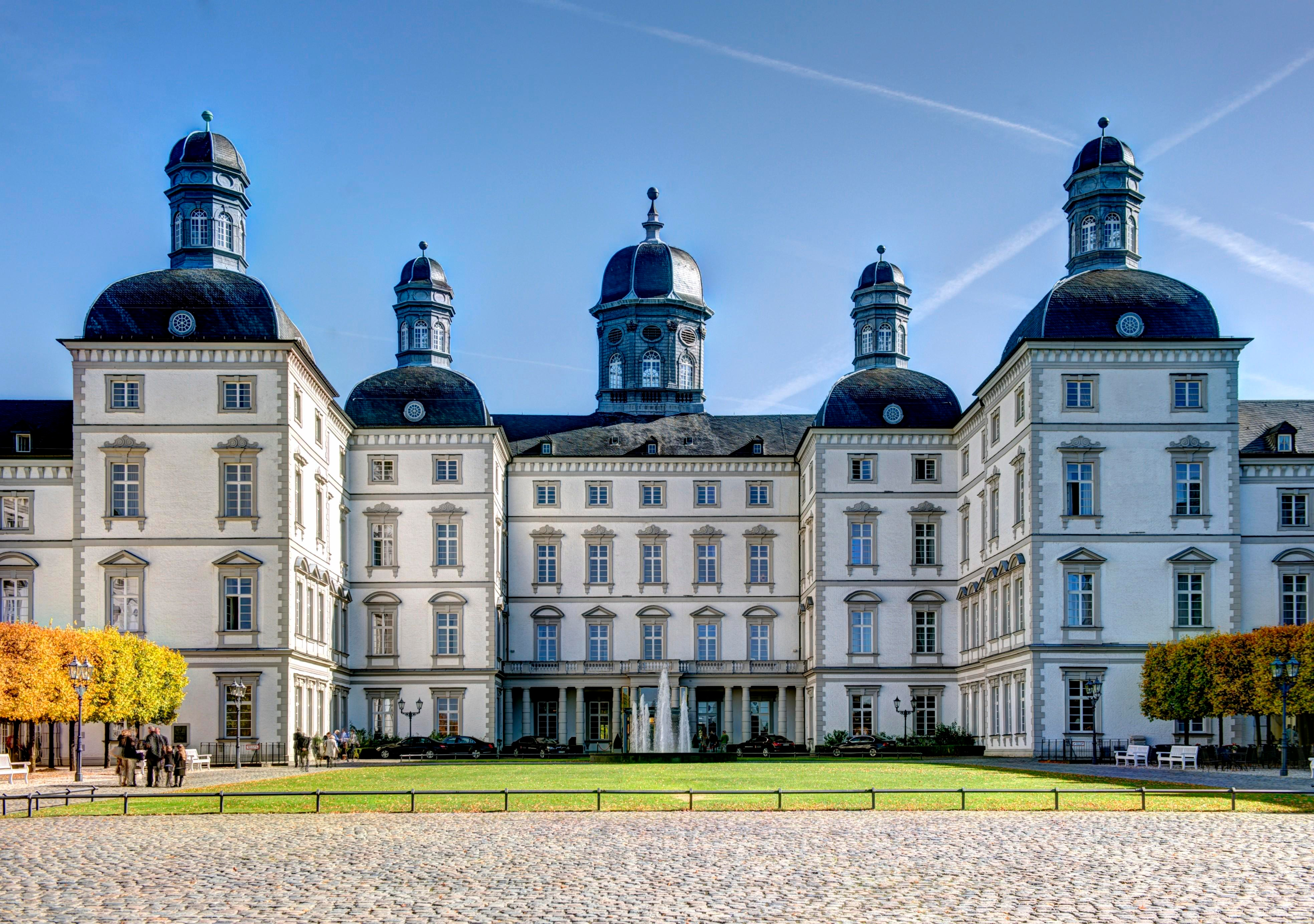
Schloss Bensberg 2012

W mieście rozwinął się przemysł włókienniczy, papierniczy, metalowy, maszynowy, chemiczny.
W mieście jest stacja kolejowa Bergisch Gladbach.

## Historia
Osadnictwo na obszarze obecnego Bergisch Gladbach występowało już w XIII w., jednakże prawa miejskie miejscowość uzyskała dopiero w roku 1856. W roku 1975 przyłączono do Bergisch Gladbach sąsiednie miasto Bensberg, dwa lata później liczba mieszkańców przekroczyła 100 000.

## Współpraca
Miejscowości partnerskie:
- Bajt Dżala, Palestyna
- Bourgoin-Jallieu, Francja
- Joinville-le-Pont, Francja
- Limassol, Cypr
- Luton, Wielka Brytania
- Mariampol, Litwa
- Pszczyna, Polska
- Runnymede, Wielka Brytania
- Velsen, Holandia
- Falkensee, Brandenburgia